# Eparchie Mananthavady
Die Eparchie Mananthavady (lateinisch Eparchia Manantoddiensis) ist eine Eparchie der mit der römisch-katholischen Kirche unierten syro-malabarischen Kirche mit Sitz in Mananthavady in Indien.

## Geschichte
Papst Paul VI. gründete sie mit der Apostolischen Konstitution Quanta gloria am 1. März 1973 aus Gebietsabtretungen der Eparchie Tellicherry, sie wurde dem Erzbistum Ernakulam-Angamaly als Suffragandiözese unterstellt.
Am 4. Dezember 1975 erhielt sie einen Teil des Territoriums der Eparchie Tellicherry und wurde am 18. Mai 1995 Teil der Kirchenprovinz der Erzeparchie Tellicherry.
Einen Teil des Territoriums verlor sie am 29. August 1997 an die Eparchie Bhadravathi und am 15. Januar 2010 einen weiteren Teil an die Eparchie Mandya.

## Bischöfe von Mananthavady
- Jacob Thoomkuzhy (1. März 1973 – 18. Mai 1995, dann Bischof von Thamarasserry)
- Emmanuel Pothanamuzhy CMI (11. November 1996 – 6. April 2003, gestorben)
- José Porunnedom, seit dem 18. März 2004